# Красное (Удмуртия)
Красное — село в Увинском районе Удмуртии, входит в Красносельское сельское поселение. Находится в 46 км к юго-востоку от посёлка Ува и в 52 км к западу от Ижевска.
Первые упоминания о населённом пункте были найдены в «Книге Вятских родов» В. А. Старостина (1891г). Изначально село значилось как Романово (Никольско-Романовское, Красное) Сарапульского уезда. Красным село стало называться только в 1932г.
В 1901 году был открыт приход, в 1901—1907 гг. построена деревянная церковь, в 1913 году открыто церковно-приходское попечительство, в 1935 году церковь закрыли, а здание передали под школу.